# Romanian International 1996
Die Romanian International 1996 fanden Ende November 1996 in der Olympia-Halle in Ploiești statt. Auf der IBF-Turnierskala erreichte es die Wertung C. Es war die vierte Austragung dieser internationalen Meisterschaften von Rumänien im Badminton.

## Medaillengewinner
| Disziplin    | Gold                               | Silber                             | Bronze                          |
| ------------ | ---------------------------------- | ---------------------------------- | ------------------------------- |
| Herreneinzel | Mihail Popov                       | Jasen Borisov                      | Svetoslav Stoyanov              |
| Herreneinzel | Mihail Popov                       | Jasen Borisov                      | Plamen Peev                     |
| Dameneinzel  | Victoria Hristova                  | Raina Tzvetkova                    | Nicoleta Teodoru                |
| Dameneinzel  | Victoria Hristova                  | Raina Tzvetkova                    | Luminita Dan                    |
| Herrendoppel | Luben Panov Mihail Popov           | Plamen Peev Svetoslav Stoyanov     | Florin Posteucă Nicusor Vintila |
| Herrendoppel | Luben Panov Mihail Popov           | Plamen Peev Svetoslav Stoyanov     | Florentin Banu Vincent Dusnoki  |
| Damendoppel  | Victoria Hristova Raina Tzvetkova  | Cristina Savulescu Daniela Timofte | Corina Dan Gabriela Somogyi     |
| Damendoppel  | Victoria Hristova Raina Tzvetkova  | Cristina Savulescu Daniela Timofte | Georgeta Flutur Loredana Zelei  |
| Mixed        | Svetoslav Stoyanov Raina Tzvetkova | Mihail Popov Victoria Hristova     | Nicusor Vintila Luminita Dan    |
| Mixed        | Svetoslav Stoyanov Raina Tzvetkova | Mihail Popov Victoria Hristova     | Vincent Dusnoki Adina Posteucă  |